# Бузим
Бузи́м (хак. Пузим) — река в Красноярском крае России, левый приток Енисея. Длина — 124 км, площадь водосборного бассейна — 2550 км². По данным наблюдений с 1965 по 1993 год среднегодовой расход воды в районе деревни Малиновки (23 км от устья) составляет 3,43 м³/с.
Протекает по территории Емельяновского и Сухобузимского районов. Название происходит от аринского «Бу-Зим» — Мутная река.
Начало берёт в Кемчугской тайге.

## Данные водного реестра
По данным государственного водного реестра России и геоинформационной системы водохозяйственного районирования территории РФ, подготовленной Федеральным агентством водных ресурсов:
- Бассейновый округ — Енисейский
- Речной бассейн — Енисей
- Речной подбассейн — Енисей между слиянием Большого и Малого Енисея и впадением Ангары
- Водохозяйственный участок — Енисей от Красноярского гидроузла до впадения реки Ангары без реки Кан

## Основные притоки
(расстояние от устья)
- 41 км — река Минжуль (пр)
- 53 км — река Сухой Бузим (пр)
- 62 км — река Шила (лв)
- 82 км — река Миндерлинка (лв)